# سيجي سايتو
سيجي سايتو (باليابانية: 斉藤誠司؛ بالكانا: サイトウ セイジ) هو لاعب كرة قدم ياباني في مركز الوسط، ولد في 27 مايو 1986 في سايتاما في اليابان. شارك مع منتخب اليابان تحت 20 سنة لكرة القدم. أما مع النوادي، فقد لعب مع كاشيوا ريسول ونادي ساو باولو.

## وصلات خارجية
- سيجي سايتو على موقع قاعدة بيانات كرة القدم.إي يو (الإنجليزية)